# Fédération néo-zélandaise de rugby à XV
 (janvier 2021).
Si vous disposez d'ouvrages ou d'articles de référence ou si vous connaissez des sites web de qualité traitant du thème abordé ici, merci de compléter l'article en donnant les références utiles à sa vérifiabilité et en les liant à la section « Notes et références ».
 (janvier 2021).
La New Zealand Rugby (NZR) est l'institution chargée de gérer le rugby à XV en Nouvelle-Zélande. 

## Historique
Fondée en 1892, elle appartient à l’International Rugby Board (IRB) depuis 1949.

## Composition
Sept fédérations sont représentées à la NZR mais avec l'absence notable des Canterbury Rugby Football Union, Otago Rugby Football Union et Southland Rugby.
Les All Blacks sont l'équipe fanion de la NZRU.